# Беляев, Сергей Васильевич (архитектор)
Сергей Васильевич Беляев (1871—1945) — русский архитектор.

## Биография
Окончил Высшее художественное училище при Императорской Академии художеств (1896).
Архитектор Петергофского дворцового управления (1907—1914).
Работал в Городской управе. Член Санитарной комиссии.
Преподаватель Высших Женских Политехнических курсов (в 1915 году преобразованы в Женский Политехнический институт, в 1918 году — во Второй Петроградский Политехнический институт).
Состоял членом:
- Императорского Санкт-Петербургского Общества архитекторов — Ленинградского Общества архитекторов;
- Общества архитекторов-художников (1903—1932). Почётный член Общества (с 1929);
- Комитета Историческо-архитектурной выставки (1911 г.; состоялась в залах Императорской Академии художеств);
- Комиссии по изучению и описанию памятников Старого Петербурга (1907);
- Комитета Музея Старого Петербурга (1909—1918);
- Член-корреспондент Академии архитектуры СССР (1941).

Скончался в 1945 году в Ленинграде. Похоронен на Литераторских мостках на Волковском кладбище.

## Работы
- Дома жилые и дачи в Петергофе;
- Особняк Эваля К. К. (1901; совместно с Лидвалем Ф. И.)